# ليزا باكويل
ليزا باكويل (بالإنجليزية: Lisa Backwell)‏ ولدت في (28 اوكتوبر 1990), في بريستول، إنجلترا، هي ممثلة البريطانية، ومثلة بدور باندورا مون، في المسلسل التلفزيوني، بشرات (مسلسل) .